# Northrop YA-13
Northrop YA-13 là một phiên bản cường kích của Hoa Kỳ.

## Biến thể
YA-13
XA-16

## Quốc gia sử dụng
Hoa Kỳ
- Quân đoàn Không quân Lục quân Hoa Kỳ

## Tính năng kỹ chiến thuật (XA-16)

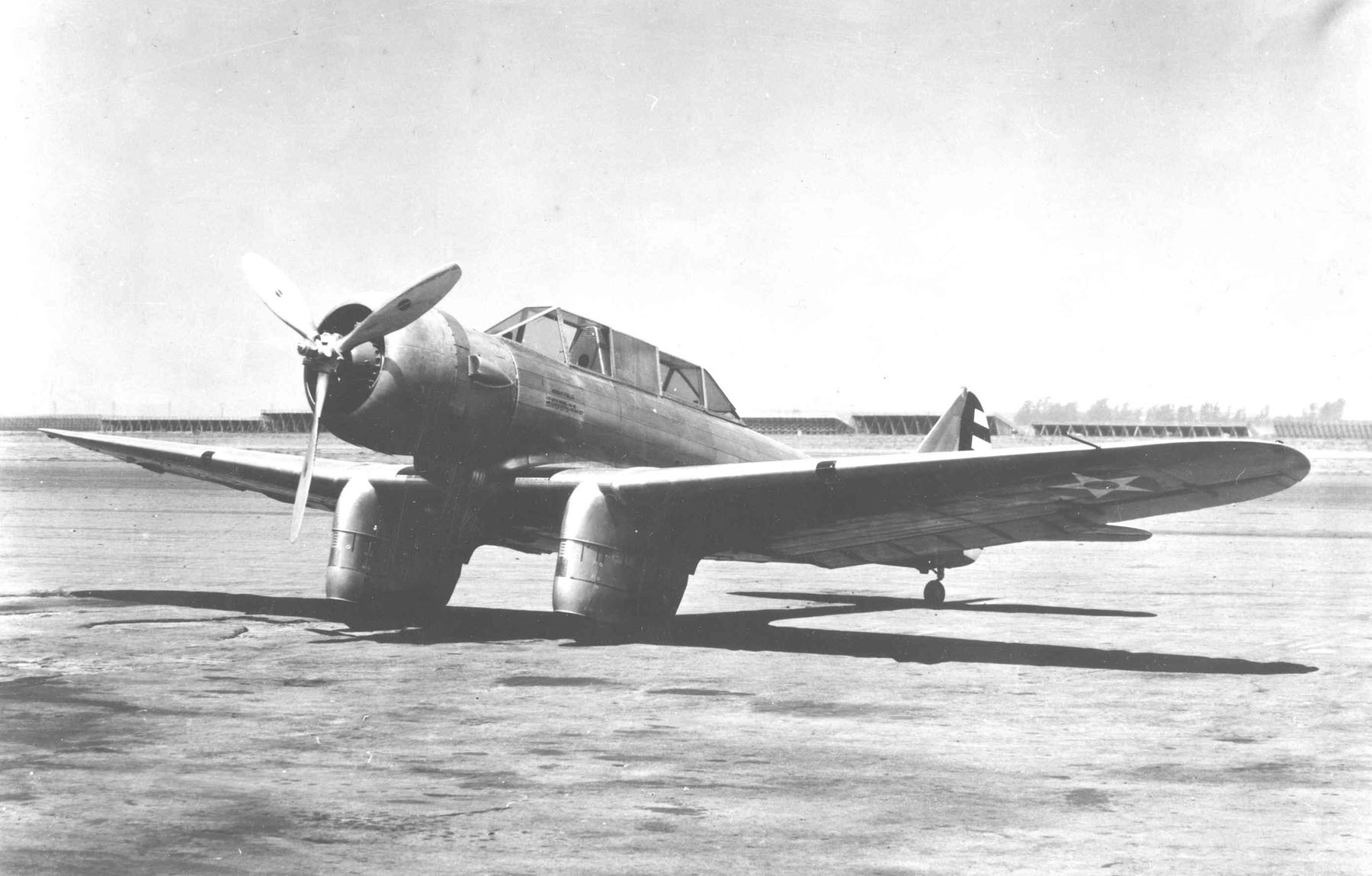
Northrop XA-16

Đặc điểm tổng quát
- Kíp lái: 2
- Chiều dài: 29 ft 8 in (9,04 m)
- Sải cánh: 48 ft 0 in (14,63 m)
- Chiều cao: 9 ft 2 in (2,79 m)

 Hiệu suất bay 
- Vận tốc cực đại: 212 mph (184 kn, 341 km/h)
- Vận tốc hành trình: 195 mph (170 kn, 314 km/h)
- Tầm bay: 1.000 mi, 869 nm (mi, 1609 km)
- Trần bay: 22.000 ft (6.706 m)

Trang bị vũ khí

- Súng: 5 × súng máy M1919 Browning.30 in (7,62 mm)
- Bom: 1.100 lb (499 kg) bom